# Jerzy Ratajewski
Jerzy Ratajewski (ur. 21 lutego 1928 w Krakowie, zm. 2 grudnia 1999 w Krakowie) – polski bibliotekoznawca, bibliotekarz, profesor zwyczajny Uniwersytetu Śląskiego. Współtwórca bibliotekoznawstwa na Uniwersytecie Śląskim.

## Życiorys
Urodził się i wychowywał w Krakowie. W czasie II wojny światowej pracował w DWM Zakładach im. Cegielskiego w Poznaniu. W 1952 r. ukończył studia wyższe z zakresu historii na Wydziale Humanistycznym Uniwersytetu Jagiellońskiego, uzyskując stopień magistra.

## Kariera zawodowa
Pracował jako nauczyciel historii i logiki w Liceum Ogólnokształcącym w Lidzbarku Warmińskim (1952-1954), w Liceum Pedagogicznym tamże (1954-59), w I Zasadniczej Szkole Zawodowej w Gnieźnie (1959-60) oraz jako bibliotekarz szkolny (1959-1960).
W latach 1960–1971 zatrudniony w Bibliotece Uniwersytetu Wrocławskiego na stanowisku bibliotekarza.
W 1968 r. uzyskał stopień naukowy doktora nauk humanistycznych na Uniwersytecie Wrocławskim na podstawie pracy „Wydawnictwo i czasopismo „Nowiny” w Opolu w latach 1911–1921”, napisanej pod kierunkiem prof. Antoniego Knota.
W latach 1971–1976 pełnił funkcję dyrektora Biblioteki Uniwersytetu Śląskiego (UŚ). Przyczynił się do jej zreorganizowania i unowocześnienia, dzięki czemu zyskała pełny wymiar biblioteki uczelnianej. Przygotował nowoczesny projekt uniwersyteckiej sieci bibliotecznej, podkreślając konieczność ujednolicenia zasad funkcjonowania bibliotek zakładowych oraz stworzenia centralnie zarządzanej sieci bibliotecznej.
W 1976 r. rozpoczął pracę naukowo-dydaktyczną. Był adiunktem z Zakładzie Organizacji Informacji Wydziału Techniki Uniwersytetu Śląskiego, od 1980 r. w Zakładzie Bibliotekoznawstwa i Informacji Naukowej Instytutu Literatury i Kultury Polskiej na Wydziale Filologicznym UŚ. W 1986 otrzymał stanowisko docenta tamże, w 1992 r. profesora nadzwyczajnego UŚ, a w 1996 profesora zwyczajnego UŚ.
Był inicjatorem utworzenia studiów bibliotekoznawczych na Uniwersytecie Śląskim, uruchomionych w 1974 r.
W 1985 r. uzyskał stopień doktora habilitowanego w zakresie nauki o książce i bibliotece na Wydziale Filologicznym Uniwersytetu Wrocławskiego na podstawie pracy „Biblioteki naukowe i fachowe oraz ośrodki informacji naukowo-technicznej w komunikacji społecznej”, za którą otrzymał nagrodę Ministerstwa Nauki i Szkolnictwa Wyższego.
W 1991 r. po utworzeniu Instytutu Bibliotekoznawstwa i Informacji Naukowej UŚ zorganizował Zakład Metodologii Bibliotekoznawstwa i Bibliotekarstwa, którym kierował do 1997 r.
W 1997 r. przyjął stanowisko profesora nadzwyczajnego w Instytucie Filologii Polskiej Wyższej Szkoły Pedagogicznej im. Komisji Edukacji Narodowej w Krakowie.

## Dorobek naukowy
Jego zainteresowania naukowe koncentrowały się na tematach współczesnego bibliotekoznawstwa i jego metodologii, komunikacji i informacji naukowej, naukoznawstwa i prasoznawstwa.
Publikował skrypty i podręczniki. Zainicjował opracowanie podręcznika bibliotekarstwa. Był wybitnym dydaktykiem. Wypromował 2 doktorów oraz ponad 100 magistrów. Był recenzentem w przewodach doktorskich i habilitacyjnych.

## Wybrane publikacje
- Przysposobienie biblioteczne. Oprac. Lidia Kałkusińska, Jerzy Ratajewski. Katowice, 1972
- Jerzy Ratajewski: Wstęp do informacji naukowej. Katowice, 1973
- Wanda Kochmańska, Krystyna Puzio, Jerzy Ratajewski: Biblioteka. Cz. 1, Organizacja biblioteki, gromadzenie i opracowanie zbiorów bibliotecznych. Katowice, 1976
- Jerzy Ratajewski: Biblioteka. Cz. 2, Udostępnianie zbiorów i działalność informacyjna. Katowice, 1978
- Jerzy Ratajewski: Zarys techniki opracowania informacyjno-dokumentacyjnego źródeł informacji naukowej, technicznej i ekonomicznej. Katowice, 1978
- Jerzy Ratajewski: Biblioteki naukowe i fachowe oraz ośrodki informacji naukowo-technicznej w komunikacji społecznej. Katowice, 1982
- Jerzy Ratajewski: Wybrane problemy metodologiczne informologii nauki (informacji naukowej). Katowice, 1994
- Bibliotekarstwo: praca zbiorowa. Pod red. Zbigniewa Żmigrodzkiego i Jerzego Ratajewskiego. Warszawa, 1994
- Jerzy Ratajewski: Wprowadzenie do bibliotekoznawstwa, czyli Wiedza o bibliotece w różnych dawkach. Warszawa, 2002[7]

## Stowarzyszenia i organizacje
- Związek Nauczycielstwa Polskiego – prezes Zakładowej Organizacji Związkowej ZNP przy Bibliotece Uniwersyteckiej we Wrocławiu, wiceprezes i przewodniczący Oddziałowej Organizacji Związkowej ZNP Wydziału Filologicznego UŚ (1980-1981), członek Komitetu Założycielskiego ZNP UŚ
- Komisja Egzaminacyjna dla Bibliotekarzy i Dokumentalistów Dyplomowanych
- Polskie Towarzystwo Historyczne (1971-1985)[1][4]

## Odznaczenia i nagrody
- Złoty Krzyż Zasługi (1987)
- Krzyż Kawalerski Orderu Odrodzenia Polski (1997)
- Nagroda III stopnia Ministerstwa Nauki i Szkolnictwa Wyższego (1983)
- Medal Komisji Edukacji Narodowej (1996)
- Nagroda Naukowa SBP im. Adama Łysakowskiego za książkę „Wybrane problemy metodologiczne informologii nauki (informacji naukowej)”. Katowice, 1994.
- Nagrody Rektora Uniwersytetu Wrocławskiego i Rektora Uniwersytetu Śląskiego[1][4]